# استیو بروکر
استیو بروکر (انگلیسی: Steve Brooker؛ زادهٔ ۲۱ مهٔ ۱۹۸۱) بازیکن فوتبال اهل بریتانیا است.
از باشگاه‌هایی که در آن بازی کرده‌است می‌توان به باشگاه فوتبال دونکستر راورز، باشگاه فوتبال چلتنهام تاون، باشگاه فوتبال باکستون، باشگاه فوتبال واتفورد، باشگاه فوتبال بریستول سیتی، و باشگاه فوتبال پورت ویل اشاره کرد.